# Караваєв Костянтин Семенович
Костянтин Семенович Караваєв  (листопад 1894 , Філіноd, Подольський повітd, Московська губернія, Російська імперія  — травень 1978 ) — український радянський партійний діяч, заступник голови Ради Народних Комісарів УРСР, депутат Верховної Ради УРСР 1–4-го скликань. Голова Бюджетної комісії, член Президії Верховної Ради УРСР 1-го скликання. Кандидат у члени ЦК КП(б)У (1938–1940). Член ЦК КПУ (1940–1960).

## Біографія
Народився в селянській родині в селі Філіно, тепер Подольського району Московської області, Росія. Освіта незакінчена середня. З 1907 по 1915 рік працював наймитом у поміщика. З 1915 року — токар по дереву у приватних майстернях, підручний коваля на Путилівському заводі в Петрограді.
Член ВКП(б) з червня 1917 року.
У 1917–1919 роках — член колегії виконавчого комітету Подольської повітової ради Московської губернії. У 1919–1920 роках — у Червоній армії, служив у Тамбовському продовольчому полку.
У 1920–1922 роках — уповноважений продовольчо-робітничого кооперативу міста Подольська Московської губернії. У 1922–1929 роках — завідувач Подольського повітового фінансового відділу Московської губернії. У 1929–1930 роках — завідувач Серпуховського окружного фінансового відділу Московської області.
У 1930–1936 роках — заступник голови виконавчого комітету Сокольницької районної ради міста Москви. У 1936–1937 роках — голова виконавчого комітету Залізничної районної ради міста Москви.
У 1937–1938 роках — начальник житлового управління виконавчого комітету Московської міської ради.
15 березня 1938 — 5 січня 1940 року — виконувач обов'язки голови, з 5 січня по травень 1940 року — голова виконавчого комітету Дніпропетровської обласної ради депутатів трудящих.
28 травня 1940 — 25 квітня 1946 року — заступник голови Ради Народних Комісарів Української РСР з питань торгівлі. З 7 жовтня 1942 до 27 січня 1943 року — заступник народного комісара торгівлі СРСР.
Одночасно в 1944—1946 роках — начальник Управління із державного забезпечення і побутового облаштування родин військовослужбовців при РНК УРСР.
У червні 1946 — квітні 1953 року — голова виконавчого комітету Одеської обласної ради депутатів трудящих.
23 квітня 1953 — 29 вересня 1956 року — міністр державного контролю Української РСР.
У 1956–1966 роках — член Комітету партійного контролю при ЦК КПРС.
З 1966 року — персональний пенсіонер союзного значення. Помер на початку травня 1978 року.

## Нагороди
- три ордени Леніна (7.02.1939, 4.11.1954, …)
- орден Жовтневої Революції
- орден Трудового Червоного Прапора
- орден Червоної Зірки
- медалі